# Edvard Munch
Edvard Munch, född 12 december 1863 på gården Engelaug Østre i Ådalsbruk nära Løten i Hedmark fylke, död 23 januari 1944 på godset Ekely nära Oslo, var en norsk konstnär. Han var brorson till Peter Andreas Munch. Edvard Munch är Norges främste konstnär och kom att utgöra en viktig inspirationskälla för den tyska expressionismen. Hans mest kända verk är Skriet (egentligen fyra bilder med samma motiv). Munchmuseet i Oslo är helt tillägnat honom och där är mer än hälften av hans målerier utställda. En av de största samlingarna av Munchs verk utanför Norge finns på Thielska galleriet i Stockholm.

## Biografi

### Tidiga år och studier
Munchs mor Laura Munch fick en stroke och avled 1868 när hon var 31 år gammal. Munchs far ordnade så att han kunde börja studera på Christiania Tekniske Skole 1879, men bara efter ett år slutade han skolan och den 8 november 1880 skrev sextonåringen i sin dagbok: Min bestemmelse er nu nemlig at blive maler (Min kallelse hädanefter är att bli målare).
Som konstnär blev hans första lärare naturalisten Christian Krohg, men Munch delade inte dennes sociala syn på konsten. Istället anslöt han sig liksom Ernst Josephson, Jens Ferdinand Willumsen och Akseli Gallen-Kallela i grannländerna till oppositionen mot 1880-talets konstuppfattning.

### 1880-talet
Munch var knappt 20 år då han debuterade på Høstutstillingen år 1883. År 1884 utförde han målningen Morgon, även kallad Flickan på sängkanten, numera i Rasmus Meyers samling i Bergen. Realistiska bilder av sjuka flickor hade tidigare målats av Krogh, men Munch gjorde något nytt av motiven, nämligen en vardaglig enkelhet i monumental komposition. Undertonen av lycka i själva ljusåtergivningen som finns i hans tidiga målningar skulle sedan för lång tid försvinna ur Munchs måleri för att ge plats åt smärta, livsångest och lidelse. Med sitt stora porträtt av målarbohemen Karl Jensen-Hjell året därpå anslog Munch temat för sina många år senare berömda helfigursporträtt i stående ställning.
Båda dessa arbeten möttes med övervägande oförstående, och borgerskapets motvilja ökades genom målningen Dagen efter (första exemplaret målat 1885-86 förstördes), föreställande en halvklädd kvinna som sover ruset av sig. 
Munchs geniala målning Det sjuka barnet med sin fritt koloristiska och stort byggda "omdiktning" av verkligheten i blå, gröna, röda och grå toner, blev till en början uppskattad endast av en del konstnärer. Inspiration till målningen fann Munch i sin storasyster Sophie Johannes död i tuberkulos endast femton år gammal. I detta verk ger han prov på den neurotiska expressionism som han använde för att förstärka bilden av verkligheten. Av den målningen finns det åtminstone sex versioner.
År 1889 tillkom flera mästerverk som dock möttes av övervägande indignation, till exempel porträttet av bohemens ledare Hans Jæger och interiören Vår (Nasjonalgalleriet) samt Inger på stranden (Rasmus Meyers samling). Den sistnämnda målningen porträtterar Munchs syster i Åsgårdstrand, där Munchs frigörelse från naturalismen fullbordades under de följande somrarna. I Svartsjuka och Man och kvinna och liknade målningar blev landskapet närmast ett moment i själsstämningen, och det hela stiliserades i ytan med musikaliska kurvor. Här hade Munch tagit klivet över till ett diktande idémåleri och symbolismen. Samtidigt experimenterade Munch med en pointilistisk verklighetsmålning.

### Åren kring sekelskiftet
Munchs nya stil väckte på utställningarna hösten 1892 i Kristiania och Berlin våldsam uppståndelse. Hans Berlinutställning föranledde en schism inom Verein Berliner Künstler och bildandet av Berliner Secession. I Tyskland, där Munch med avbrott vistades till 1908, utvecklade han under samvaro med August Strindberg, Sigbjørn Obstfelder, Gustav Vigeland, och Akseli Gallen-Kallela med flera de litterära och expressionistiska tendenserna i sin konst. Han fortsatte idéräckan från Åsgårdstrand i serien Livsfrisen, fullbordad 1902. Av bildtitlarna som Skriet, Vampyren, Madonna, Aska, Döden i sjukrummet, Melankoli och Livets dans framgår motivens dramatik. Bilderna i sin tydliga jugendkaraktär kom att få stor betydelse för den dekorativa konsten, särskilt i Tyskland.
Från samma tid härrör några lyriska bilder från Åsgårdsstrand, målade kort efter sekelskiftet med stora färgytor, omskrivna av en böljande kontur, bland annat Flickorna på bron (Nasjonalgalleriet).

### Senare år
Ett omslag inträffade 1909, då Munch efter en nervklinikvistelse återvände till Norge. Han närmade sig nu en ljusare och mer verklighetsförankrad bildkonst och målade med dekorativt svepande impressionistisk pensel och alltmera uppdriven skala en mångfald landskap, porträtt och arbetarbilder. De dekorativa strävandena fick sitt monument i aulabilderna i Oslo universitet, uppsatta 1916.
I sina målningar och sin grafik är det snarare sina inre känslor inför den yttre verkligheten som Munch söker uttrycka än verkligheten själv. I sitt mest karakteristiska och berömda verk Skriet bygger Munch upp rytmer av färg och virvlande linjer, som även Vincent van Gogh gjorde, till en ton av hysterisk intensitet.
Våren 1933, från april till juni, visades Munchs målning Gärtner in Max Lindes Garten (1903) på Kunsthalle Mannheims utställning "Kulturbolschewistische Bilder". Hanterandet av Entartete Kunst hade börjat. Målningen beslagtogs av propagandaministeriet i juli 1937 tillsammans med 82 andra verk av Munch, såväl målningar som grafiska blad, på museer runt om i Nazityskland. Allt fraktades till Norge året efter, för att säljas på auktion.

## Utmärkelser
Asteroiden 5699 Munch är uppkallad efter honom.

## Målningar i urval
- Det sjuka barnet (1885–1886, 1896, 1907, 1925, 1927)
- Inger på stranden (1889)
- Melankoli (1891, 1892, 1893, 1894–1896)
- Kyssen (1891, 1892, 1895, 1897)
- Förtvivlan (1892, 1894)
- Afton på Karl Johan (1892)
- August Strindberg (1892)
- Stjärnenatt
- Skriet (1893, 1895, 1910)
- Döden i sjukrummet (1893)
- Vampyren (1893, 1894, 1895)
- Madonna (1894–1895)
- Pubertet (1894–1895)
- Ångest (1894)
- Aska (1895)
- Svartsjuka (1895)
- Livets dans (1899-1900)
- Golgata (1901)
- På bron (1901, 1902, 1903, 1905, 1927, 1933–1935)
- Jul på bordell (1903–1904)
- Friedrich Nietzsche (1906)
- Marats död (1907)

## Galleri

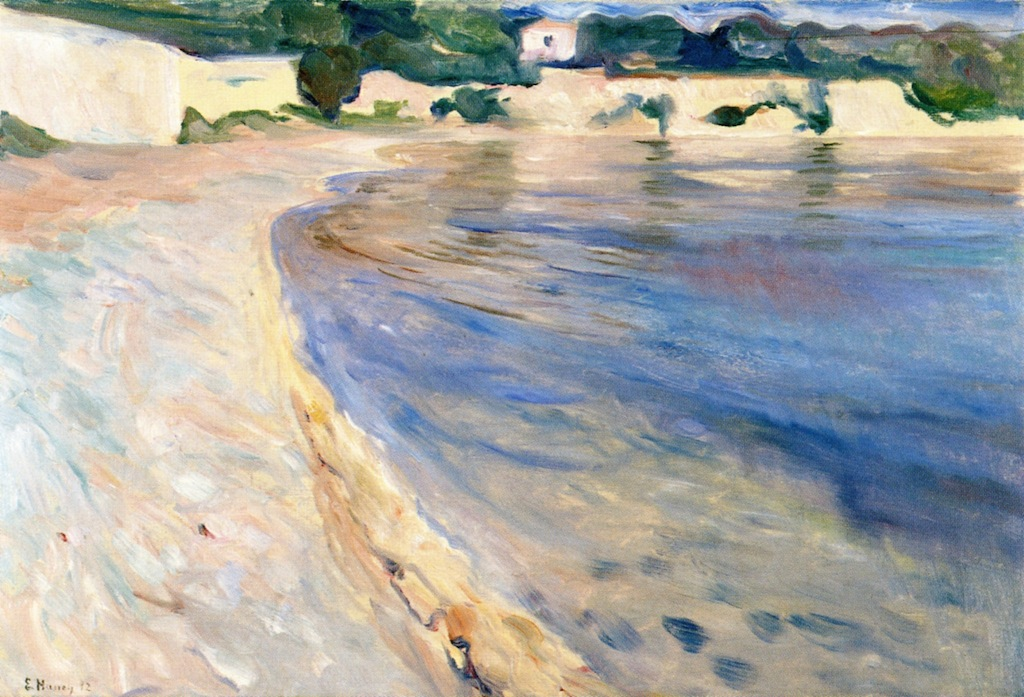
Från Rivieran (1892)
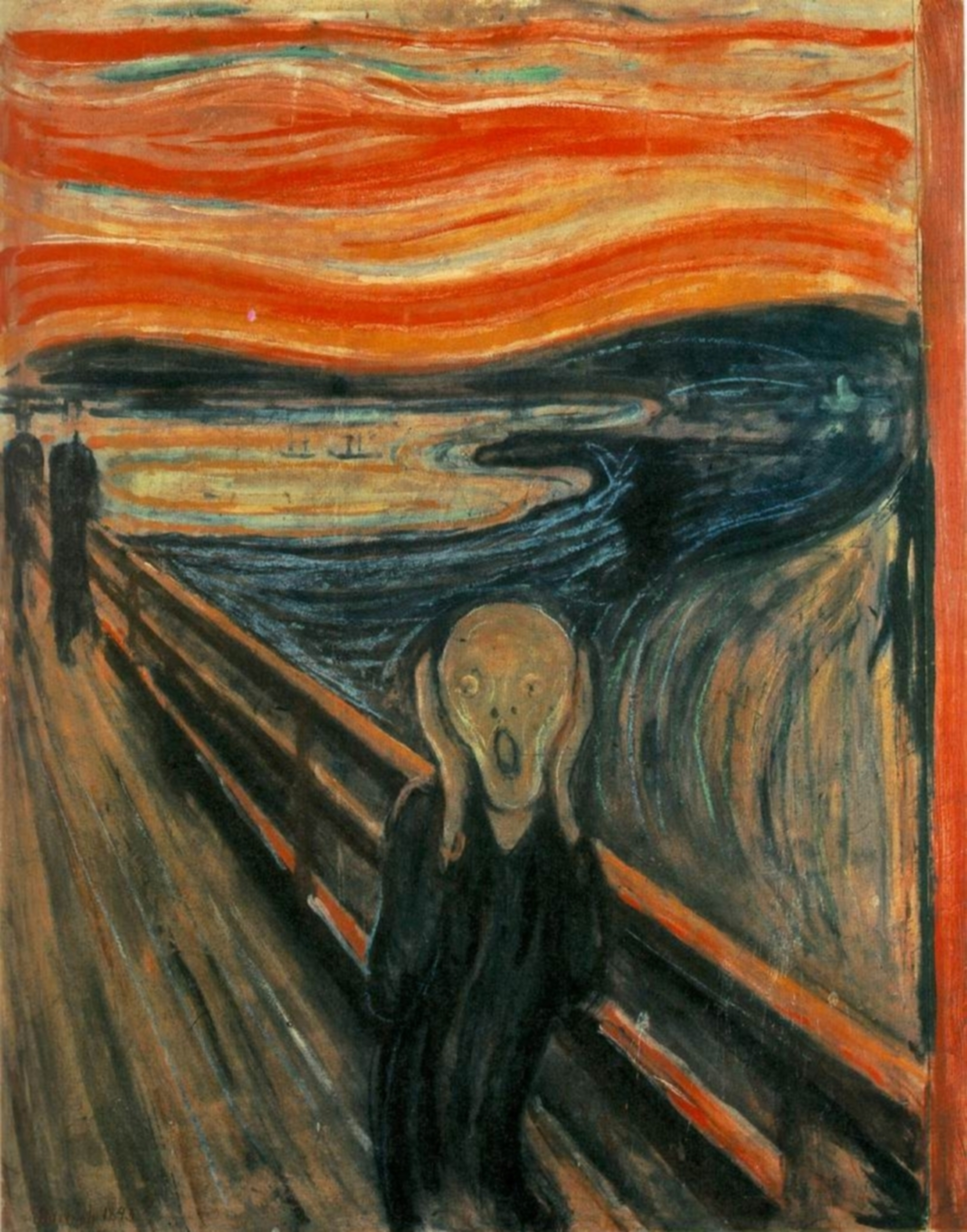
Skriet (1893) Olja, tempera och pastell. Nasjonalgalleriet, Oslo
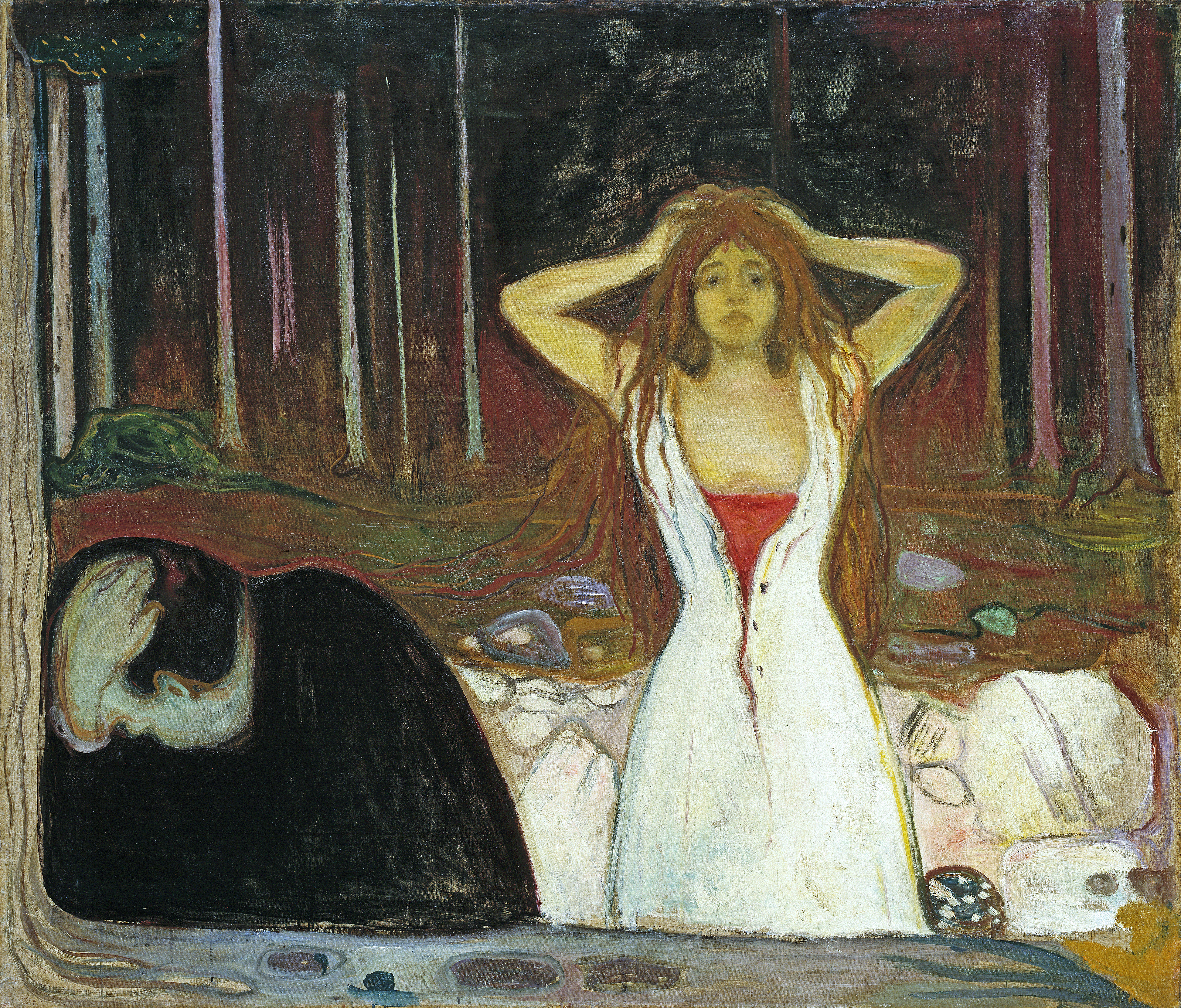
Aska (1894) Olja på duk. 120.5 × 141 cm.
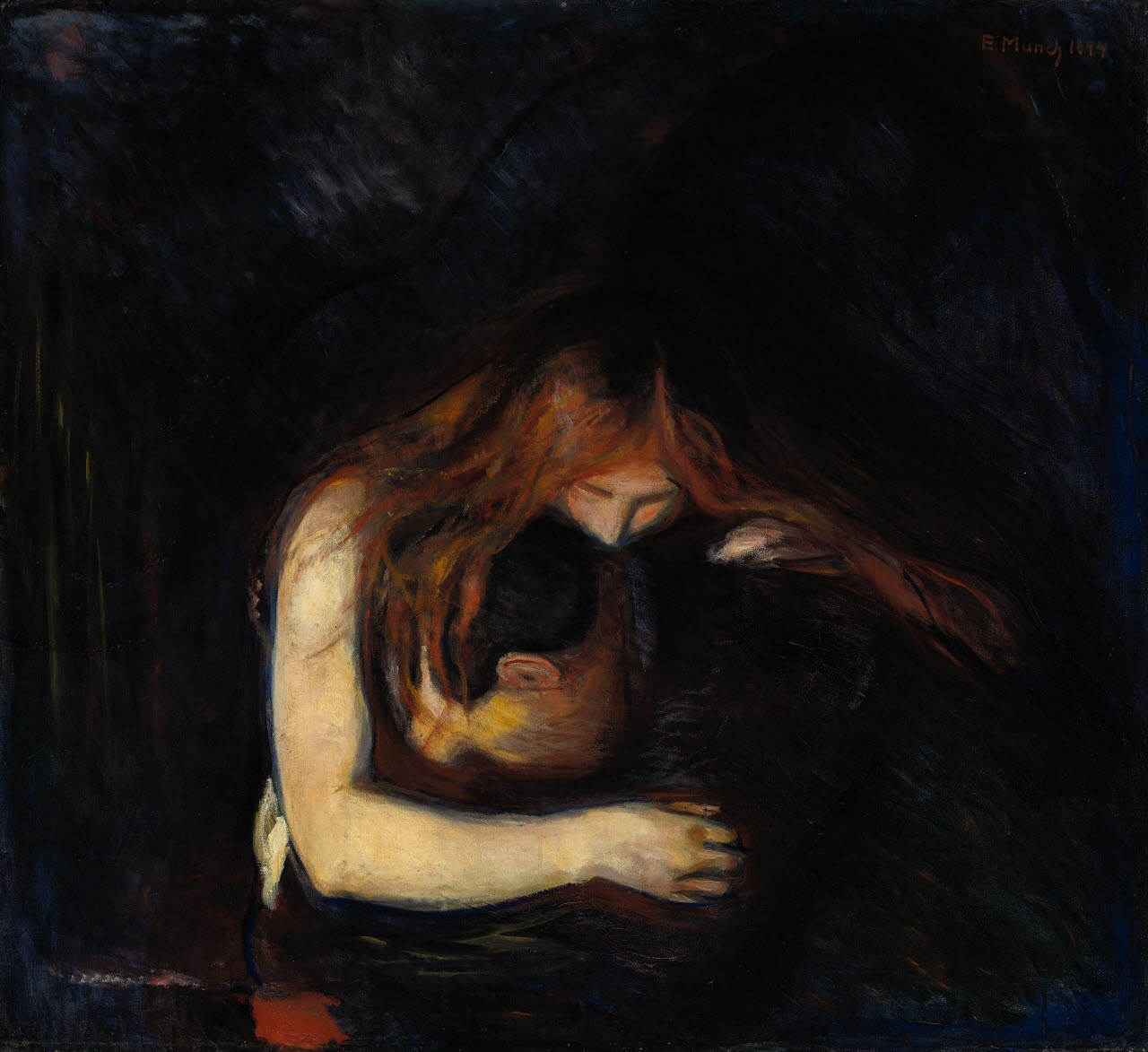
Vampyr (1894)
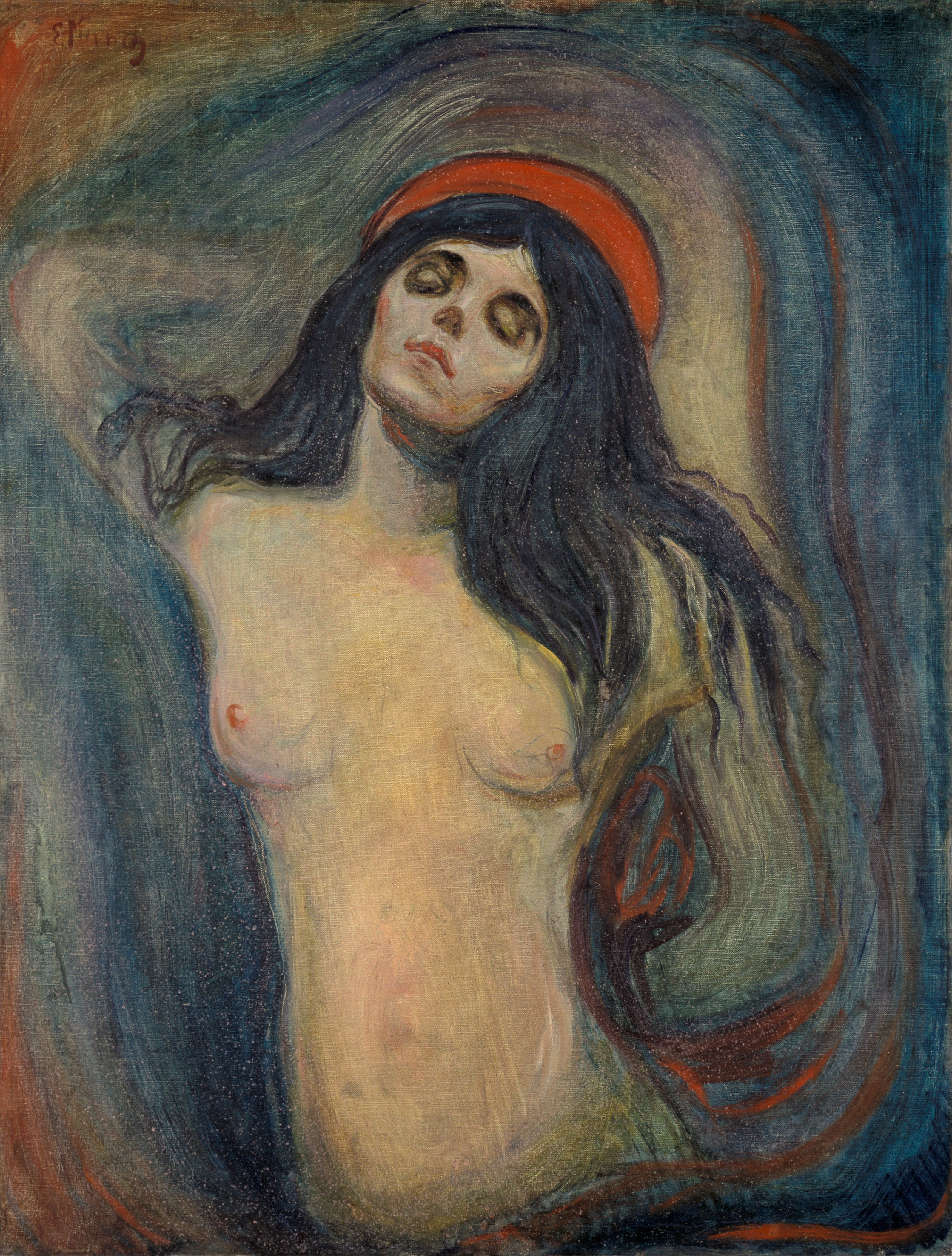
Madonna (1894) Olja på duk, 90 × 68 cm.
Självporträtt (1895)
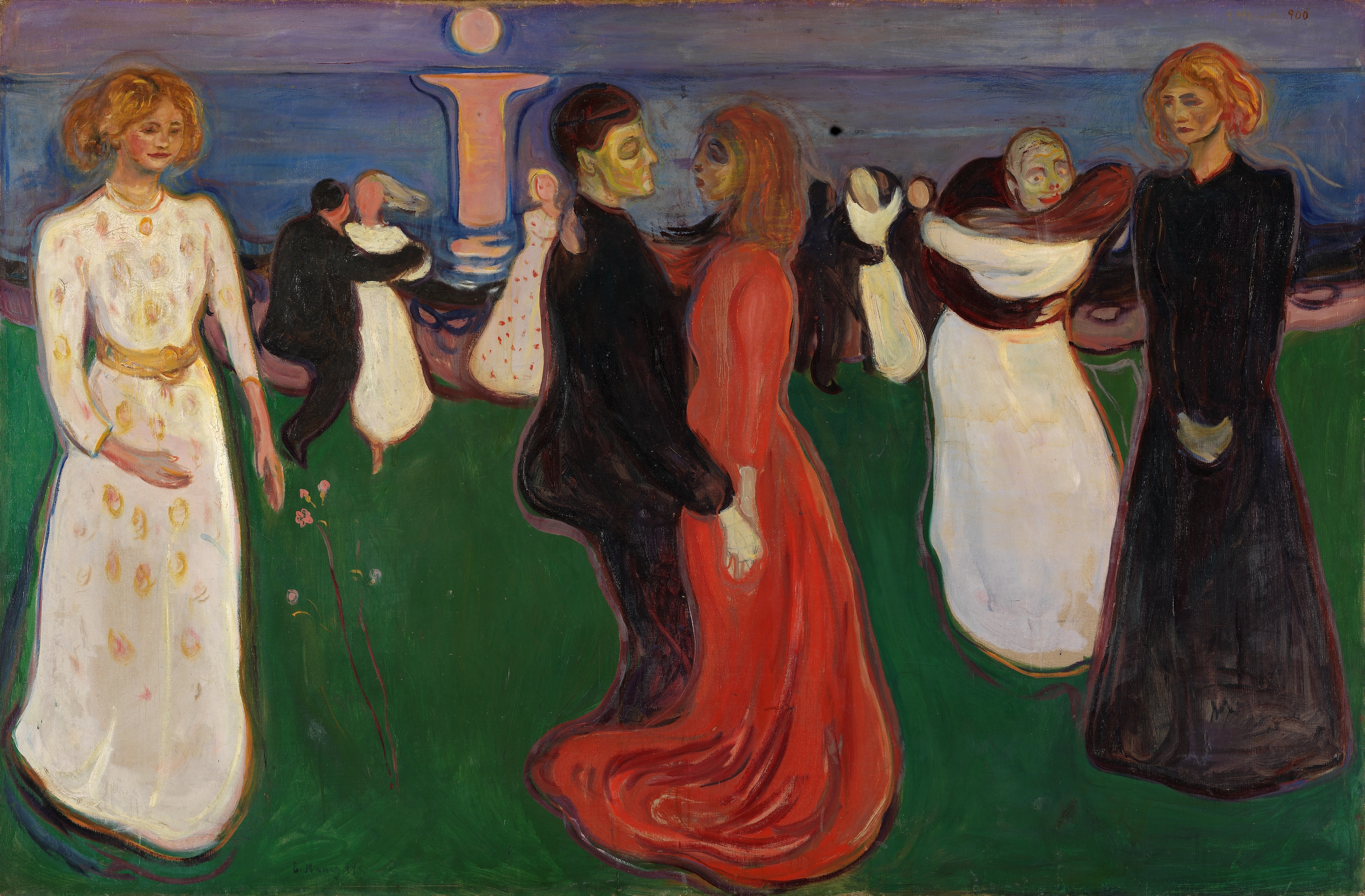
Livets dans (1899–1900) Olja på duk.
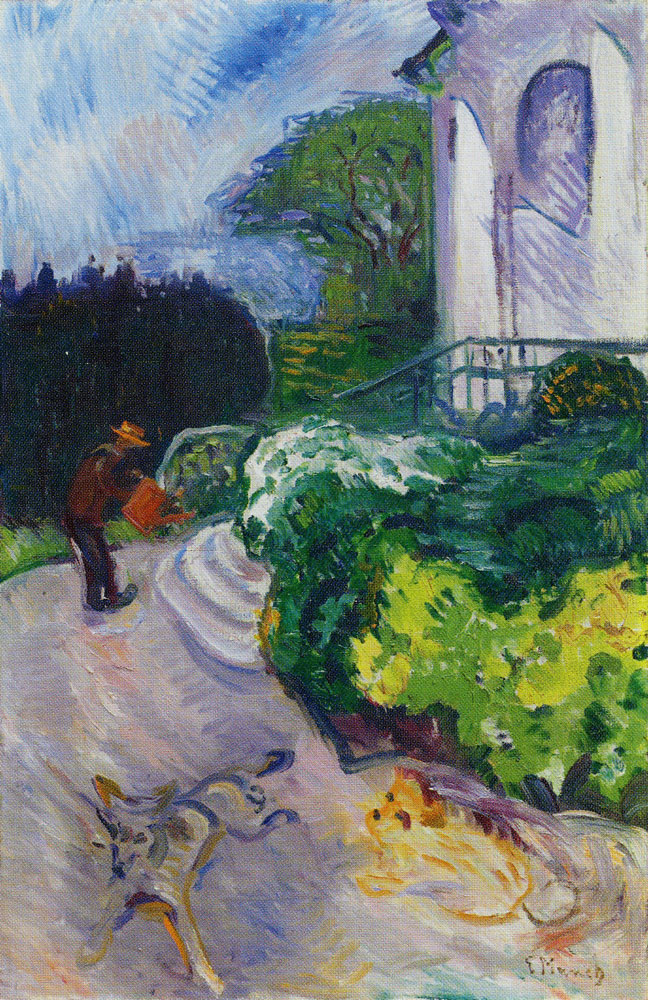
Gärtner in Max Lindes Garten / Trädgårdsarbetare i Max Lindes trädgård (1903), 127,5 x 82,5 cm, olja på duk. Det enda av Munchs verk som nyttjades av nazister i deras krigföring mot "kulturbolsjevism".
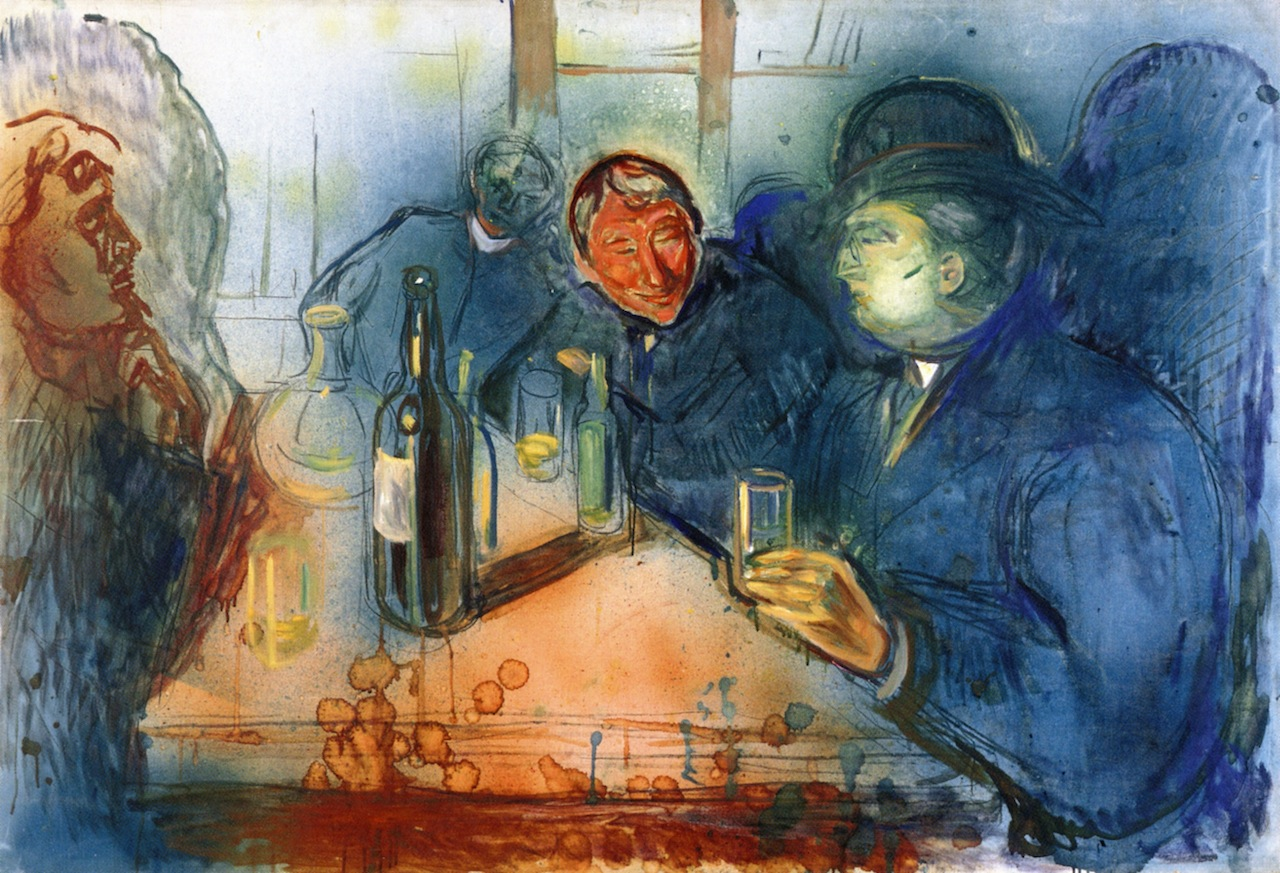
Kristiania bohemer (1907)
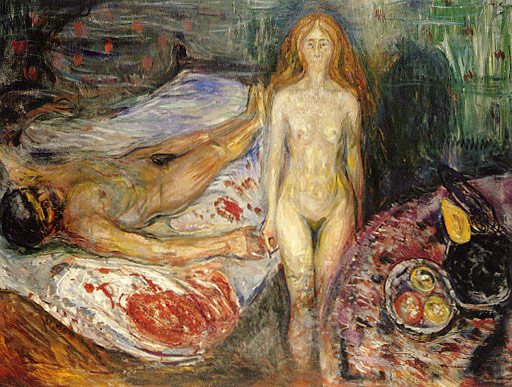
Marats död (1907)